# William Fessenden

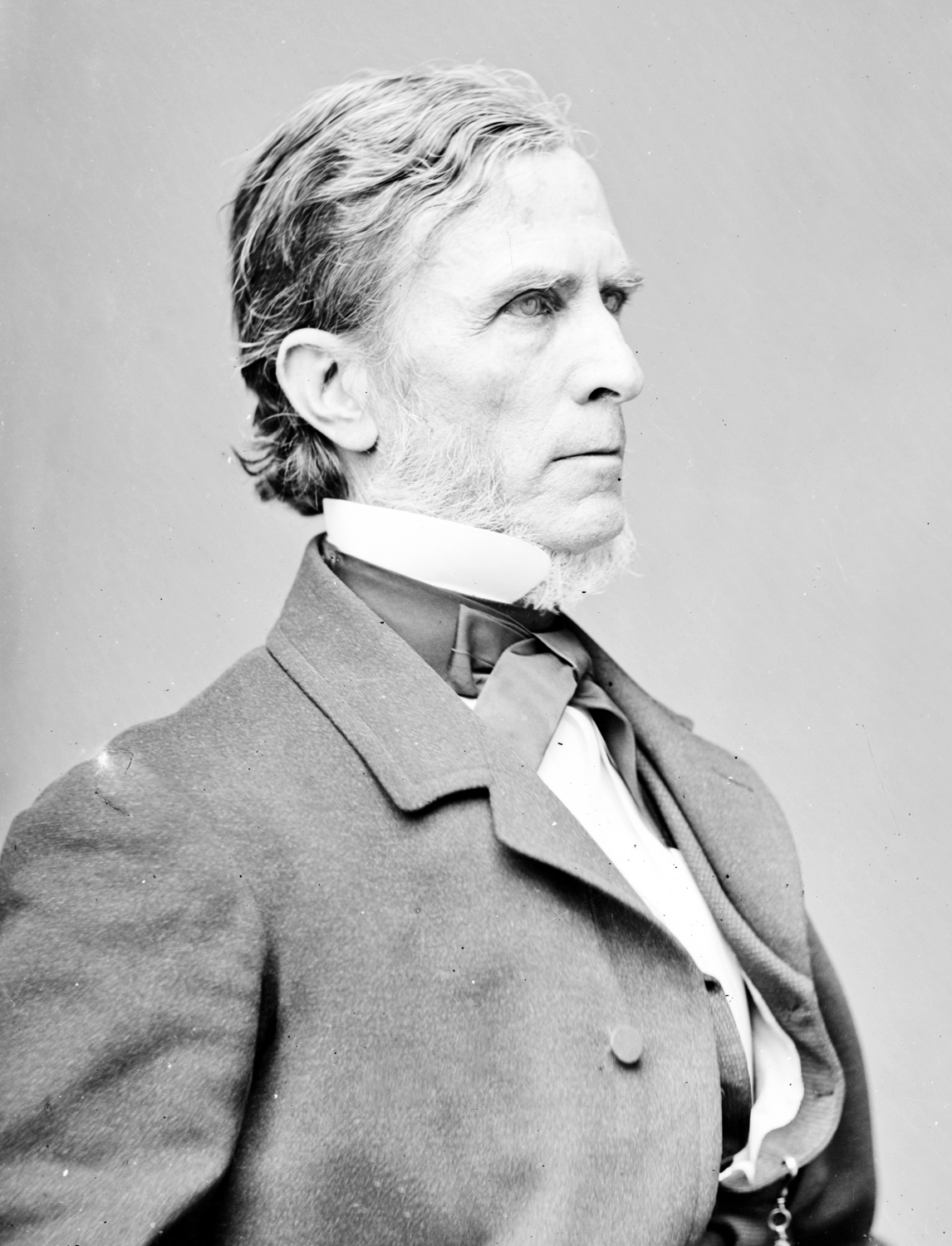
William P. Fessenden

William Pitt Fessenden (Merrimack County 16 oktober 1806 - Portland (Maine) 8 september 1869) was een Amerikaanse politicus van de staat Maine.
Fessenden werd geboren in New Hampshire in een vooraanstaande politieke familie. In 1823 studeerde hij af van Bowdoin College. Hij vestigde zich in 1827 als advocaat en werd een actief lid van de Whig Party. Vanaf 1841 tot 1843 zetelde hij in het Huis van Afgevaardigden. In 1854 werd hij voor Maine verkozen in de senaat, waar hij meteen na zijn installatie van leer trok tegen de Kansas-Nebraska Act. Van dan af maakte hij deel uit van de pas opgerichte Republikeinse Partij, waarvoor hij in 1860 werd herkozen.
Hij was vanaf 1857 voorzitter van de financiële commissie van de senaat en werd op 4 juli 1864 door president Abraham Lincoln benoemd tot minister van Justitie als opvolger van Salmon P. Chase. Wegens gezondheidsredenen gaf hij zijn functie in maart 1865 alweer op, om daarna terug te keren naar de senaat. In 1867 stemde hij tegen de aankoop van Alaska van Rusland en in 1868 stemde hij tegen de afzetting van president Andrew Johnson. Fessenden overleed in 1869.
- Gemeinsame Normdatei: 159677246
- International Standard Name Identifier: 0000 0001 1931 8236
- Library of Congress Control Number: n50001285
- National Archives and Records Administration: 10581073
- Nationale Bibliotheek van Israël: 987007317607405171
- SNAC: w6mp56rj
- Système universitaire de documentation: 164673865
- Biographical Directory of the United States Congress: F000099
- Virtual International Authority File: 1252478
- WorldCat: E39PBJy4cY9xjYMRXdRvBRkqwC